# 政府（新口岸）辦公大樓
政府（新口岸）辦公大樓（工程名稱：「新口岸填海區6K地段公共辦公大樓」），是一座澳門特別行政區政府擁有的辦公大樓，項目樓高11層，佔地面積約1,636平方米，另外設有兩層地庫。

## 沿革
新口岸填海區6K地段於1991年批出興建商業寫字樓，2011年該地段被指涉及歐文龍貪污案，當時控罪指被告陳連因、吳卓權涉及的私人項目，包括新口岸華都酒店側6K地段建築 (收地及大樓未興建前)，所涉及的控罪是作擅自批地、換地、變更土地用途和規劃項目。
2015年，特區政府宣佈因該土地利用期屆滿仍未發展，宣告批給失效，政府收回土地，計劃興建政府辦公大樓。
2018年9月6日，據澳門電台報道，政府決定於該土地將興建樓高11層、設有兩層地庫的政府辦公大樓，預計最快在2019年首季動工。
2018年9月7日，建設發展辦公室公佈“新口岸填海區6K地段公共辦公大樓建造工程”已進行開標，共收到19份標書，當中18份被接納，另1份有集件被接納並需在指定日期內補交文件。工程造價介乎澳門幣一億六千多萬至澳門幣二億五千萬正，工期由615工作天至730工作天。
2021年5月，本大樓建設正式完工，工程判給金額為1.88億元，每平方米造價約為14,000元。建成後可提供約13,400平方米的辦公寫字樓及停車場。該工程於2019年第一季動工，施工期為688個工作天，由於受疫情影響，工程延誤12個工作天，延誤率為0.6%。而大樓落成後仍需內部裝修及驗收等程序，才可交付財政局分配使用。
2022年9月，據公共建設局網站公佈，本大樓4至10樓裝修工程展開，裝修面積共4,945平方米。各樓層為辦公室用途。總施工期為300工作天。
2022年10月6日，退休基金會由“南灣湖景大馬路796-818號財神商業中心（FBC）14樓”正式遷往本大樓的地面層至三樓，原址亦於同日起暫停運作，成為首個政府機構及部門進駐本大樓。該會會員及供款人接待處設於辦公大樓地下大堂，文書收發處位於辦公大樓的2樓。
2023年7月31日，公共建設局網站公佈本大樓4樓至10樓修工程進度，讓項目裝修總面積為4,945平方米。裝修項目包括大樓辦公室空間、接待處、會議室、檔案室、電腦主機房及影印室、茶水間和哺乳室等，工程提前於7月31日完工。
2023年9月25日，人才發展委員會遷至本辦公大樓四樓。

## 樓層分佈
| 樓層分佈 |                                    |
| 5/F-10/F | 審計署                             |
| 4/F      | 人才發展委員會                     |
| 3/F      | 退休基金會辦公樓層                 |
| 2/F      | 退休基金會辦公樓層、文書收發處     |
| 1/F      | 退休基金會辦公樓層                 |
| G/F      | 大堂；退休基金會會員及供款人接待處 |
| B1-B2/F  | 專用車位停車場                     |

## 鄰近地點或建築
- 金蓮花廣場
- 友誼大馬路
- 澳門理工大學
- 大賽車博物館

## 各方反應
在興建本大樓前，政府部門租用私人商業寫字樓用作辦公室引起不少爭議，包括浪費納稅人金錢和花費大量支出，更引起不少社會人士批評。
2018年9月，對於政府在外港填海區興建政府辦公大樓進行招標，民眾建澳聯盟理事長李良汪表示，政府租用私人物業用作辦公的開支已近十億，在沒有足夠的辦公大樓落成、各項公共服務不斷投入、公僕人數及通脹增長等因素影響下，預計未來若干年內用於政府辦公的租金開支將有增無減，促請政府儘快規劃及興建政府辦公大樓。他表示，審計署早在2016年已透過審計報告指出興建政府辦公大樓的迫切性，即使未來在新城B區政法區規劃，均較難解決政府部門需花費大量公帑租用辦公室的困局。
2019年1月30日，澳門立法會全體會議口頭質詢大會上，直選議員李靜儀指出，政府在近年租用寫字樓用作辦公室的開支不斷增加，其中在2019年增至9.6億澳門元，每平方米租金差距亦大，由一百多元至六百多元不等，高達六倍，而且出現租金高於私人市場。另一直選議員梁孫旭質疑，政府年用近十億元租用辦公地點，部份部門不涉及對外接待，認為是否有此必要性？另一直選議員高天賜亦批評，退休基金會租用中心地段作內部行政，此行為奢侈，他希望政府優先善用手上的物業。時任直選議員蘇嘉豪更指出政府在2018年上半年共簽署443份租賃合同，當中中華廣場最受歡迎，他質疑當中租金是否合理。財政局公物管理廳廳長馮小萍解釋，公共部門租賃物業時，會考慮使用需要、服務點的便民性等作選出平衡點作考慮。在續約時，相關部門會與業主協商，爭取較相宜的租金和較長租用年期等，又會盡量審視租賃面積的需要而作出決定。若自治實體，也需要按監督實體按指示而作租賃行為。社會文化司司長譚俊榮指，隨著北安多功能政府大樓已於2018年11月完成接收程序，加上本大樓的建造，能夠節省政府部門部分公共開支。
特區政府長期租用私人物業作辦公場所，公帑開支龐大，常為坊間詬病，2021年全年租金總支出達8.3億元。2022年1月中，第七屆立法會直選議員梁鴻細就政府租用私人辦公樓用作辦公室用途提出書面質詢，他指出特區政府長期租用私人物業作辦公場所，造成龐大開支，常為坊間所詬病，但政府全面退出租用私人寫字樓作辦公場所，無可避免會對私人寫字樓市場造成影響，加之現時本澳仍有不少舊式寫字樓，其租金呎價遠高於周邊城市，整體服務水平卻追不上相關水平。梁鴻細在書面質詢中關注特區政府計劃於2024年全面退租私人寫字樓，促請政府交代當中涉及到多少個部門，是計劃同步遷出或是分批遷出，是否有制定具體的時間表。他又提到，在全澳48幢寫字樓，共約1,500萬平方呎，政府各部門共租用200萬平方呎寫字樓，佔本澳整體供應13%。

## 外部連結
- 公共建設局-新口岸填海區6K地段公共辦公大樓建造工程 （页面存档备份，存于）
- 公共建設局-新口岸6K地段政府辦公大樓地面層至三樓裝修工程

（页面存档备份，存于）
- 公共建設局-新口岸6K地段政府辦公大樓四樓至十樓裝修工程 （页面存档备份，存于）